# Muslihittin Peykoğlu
Ali Muslihittin Peykoğlu oder kurz Muslih Peykoğlu (* 20. Oktober 1905 in Istanbul; † 27. Dezember 1960 ebenda) war ein türkischer Fußballspieler und -funktionär. Durch seine langjährige Tätigkeit für Galatasaray Istanbul und als dessen Eigengewächs wird er sehr stark mit diesem Verein assoziiert und von Vereins- und Fanseiten als eine der wichtigsten Persönlichkeiten der Vereinsgeschichte betrachtet. So gehörte er jener Galatasaray-Mannschaft an, die in den 1920er Jahren den türkischen Fußball dominierte und fünf von acht möglichen Istanbuler Meisterschaften holte. Aufgrund seiner Lehrertätigkeit im Galatasaray-Gymnasium wird als Hoca Muslih (dt. Muslih der Lehrer bzw. Muslih der Mentor) bezeichnet. Er begann bereits gegen Ende seiner Fußballspielerkarriere bei Galatasaray als Vereinsfunktionär zu arbeiten und wurde durch sein federführendes Mitwirken an einer vereinsinternen Kontroverse für die Aufspaltung des Vereins in Galatasaray und Güneş SK verantwortlich gemacht. In den Jahren 1944 bis 1946 fungierte Peykoğlu als Vereinspräsident Galatasarays.

## Spielerkarriere

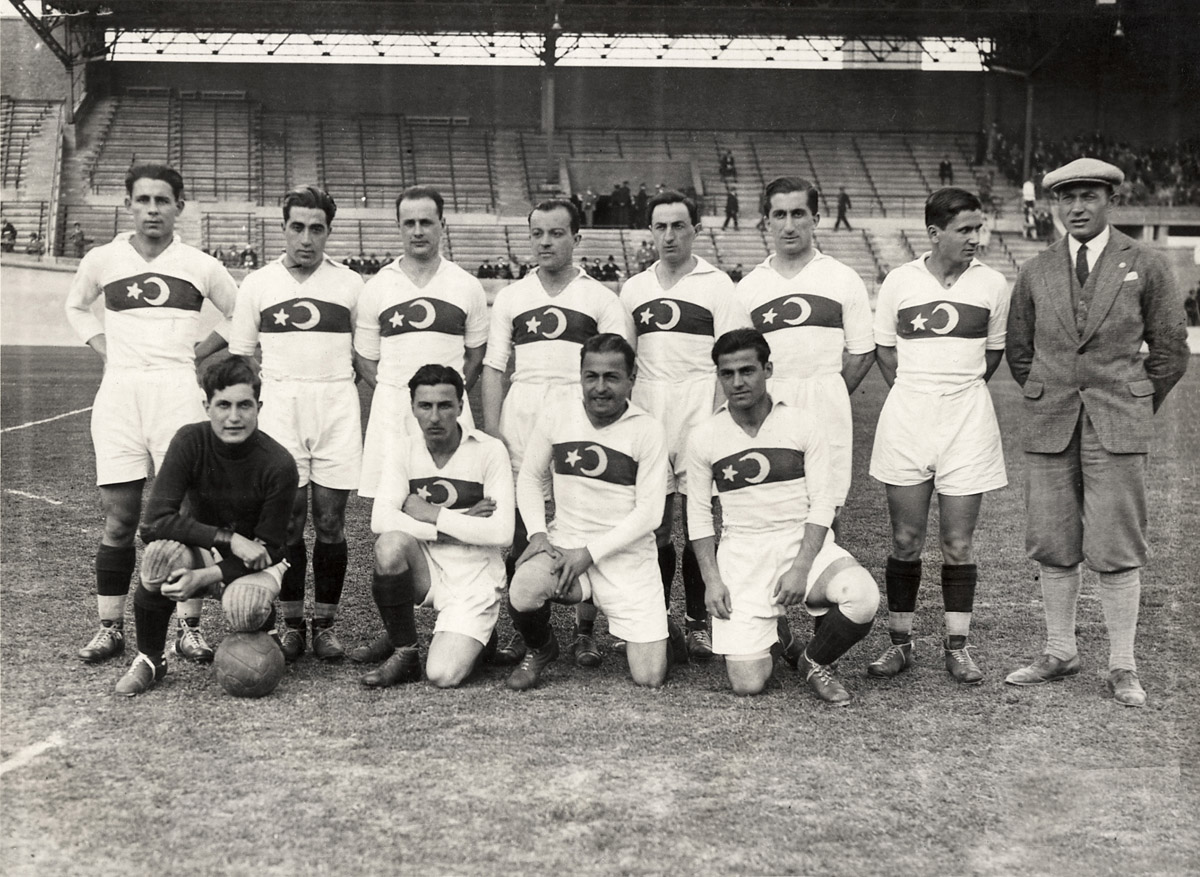
Die Türkische Fußballnationalmannschaft bei den Olympischen Sommerspielen 1928, von rechts nach links: Hintere Reihe – Burhan Atak, Kadri Göktulga, İsmet Uluğ, Alaattin Baydar, Zeki Rıza Sporel, Nihat Bekdik, Mehmet Leblebi, Béla Tóth
Vordere Reihe – Ulvi Yenal, Cevat Seyit, Bekir Refet, Muslihittin Peykoğlu.

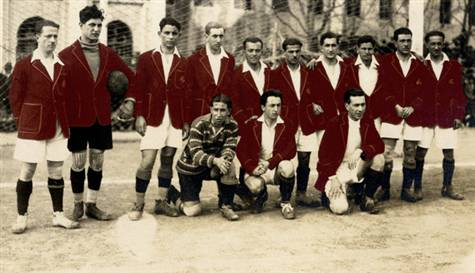
Anlässlich eines Freundschaftsspiels gegen eine Wiener Auswahlmannschaft zusammengestellte Istanbuler Auswahlmannschaft aus den Spielern von Fenerbahçe Istanbul und Galatasaray Istanbul. Hintere Reihe Fünfter von Rechts: Muslihittin Peykoğlu.

### Verein
Peykoğlu besuchte das renommierte Galatasaray-Gymnasium und spielte hier in der Jugendabteilung des Traditionsvereins Galatasaray Istanbul – jenes Vereins, der von Schülern des Galatasaray-Gymnasiums gegründet wurde. Sein fußballerisches Talent sprach sich in der Galatasaray-Gemeinde schnell herum, sodass er 1921 als Sechzehnjähriger in den Kader der Fußballmannschaft Galatasaray Istanbul aufgenommen wurde. Zum Zeitpunkt seines Eintritts in den Profikader befand sich Istanbul aufgrund der Niederlage des Osmanischen Reiches nach dem Ersten Weltkrieg unter der Besatzung der Siegermächte (siehe Besetzung Istanbuls). Nachdem die türkischen Mannschaften der Stadt einen Großteil dieser Besetzung keinen Ligabetrieb fortführten, wurde mit der Saison 1920/21 der Spielbetrieb der İstanbul Cuma Ligi (dt. Istanbuler Freitagsliga) wieder aufgenommen, der damals renommiertesten Liga des Landes. Peykoğlu kam in der Spielzeit 22/23 dieser Liga in der Partie vom 9. März 1923 gegen den Erzrivalen Fenerbahçe Istanbul zum Einsatz und gab mit dieser Partie sein Profidebüt.
Mit dem Ende der Besatzung Istanbuls und der Staatsgründung der modernen Türkei wurde auch der Fußball in Istanbul reformiert. Nachdem zuvor in einigen Spielzeiten mehrere Istanbuler Ligen wie Freitagsliga und Sonntagsliga parallel existierten und miteinander konkurrierten, wurde im Sommer die İstanbul Futbol Ligi (dt. Istanbuler Fußballliga) eingeführt. Diese Liga ersetzte bzw. vereinigte alle vorherigen Istanbuler Ligen und sorgte dafür, dass alle bekannten Istanbuler Vereine in der gleichen Liga spielten. Da damals in der Türkei keine landesübergreifende Profiliga existierte, existierten stattdessen in den Ballungszentren wie Istanbul, Ankara und Izmir regionale Ligen, von denen die İstanbul Ligi (auch İstanbul Futbol Ligi genannt) als die Renommierteste galt. Peykoğlu nahm mit seiner Mannschaft fortan an dieser Liga teil. Für seinen Verein spielte er bis zum Sommer 1934. Während dieser Zeit konnte er mit seinem Klub fünf Mal die Meisterschaft dieser Liga holen. Dadurch sicherte sich seine Mannschaft fünf der acht möglichen Meisterschaftstitel und dominierten den Fußball der damaligen Zeit.

### Nationalmannschaft
Peykoğlu begann seine Nationalmannschaftskarriere 1924 mit einem Einsatz für die türkische Nationalmannschaft im Testspiel gegen die finnische Nationalmannschaft. Bis zum April 1928 absolvierte er sieben weitere Partien erzielte dabei ein Tor.
Zudem nahm Peykoğlu mit der Türkischen Auswahl an den Olympischen Sommerspielen 1928 teil.

## Funktionärskarriere
Peykoğlu war einer der aktivsten Persönlichkeiten des Galatasaray-Gymnasiums und des dazugehörigen Traditionsvereins Galatasaray Istanbul. Nachdem er 1924 das Gymnasium als Schüler und 1928 die juristische Fakultät erfolgreich abgeschlossen hatte, begann er neben seiner Fußballspielerkarriere auch als Lehrer im Galatasaray-Gymnasium zu arbeiten. In dieser Tätigkeit stieg er bis zum stellvertretenden Schuldirektor auf. Er befand sich auch in den letzten Jahren seiner Fußballspielerkarriere auch im Vereinsvorstand.
Als Vereinsfunktionär war er maßgeblich an dem Zustandekommen eines der größten Kontroversen der Vereinsgeschichte verantwortlich. Da damals nur Absolventen, Schüler oder Lehrer des Galatasaray-Gymnasiums im Verein als Sportler tätig sein durften, forderten einige andere wichtige Vereinsmitglieder und Sportler wie Eşref Şefik, Ulvi Yenal und Yusuf Ziya Öniş, dass man zur Sicherung der Vereinszukunft und Beibehaltung der Dominanz innerhalb des türkischen Sports auch Sportler zulassen die nicht das Gymnasium besucht hatten. Peykoğlu sprach sich gegen eine Regeländerung aus und führte auch die Gruppe an die seine Meinung vertraten. Nachdem mit Eşref Şefik schließlich auch einer der wichtigsten Vertreter der Gegenmeinung aus dem Verein ausgeschlossen wurden, verließen einige Vereinsfunktionäre und Spieler Galatasaray und gründeten den Konkurrenzklub Güneş SK. Diese Aufspaltung führte dazu, dass Galatasaray wichtige Spieler verlor und lange Zeit nicht mehr zur alten Stärke zurückfand. Diese als eines der größten Krisen der Vereinsgeschichte bezeichnete Aufspaltung sorgte auch dazu, dass Galatasaray etwa zwei Dekaden nahezu titellos blieb und an seine Bedeutung innerhalb des türkischen Fußballs verlor. Güneş SK etablierte sich schnell innerhalb der Istanbuler Fußballliga und begann auch um die Meisterschaft mitzuspielen. In der Saison 1937/38 holte Güneş schließlich die Istanbuler Meisterschaft, während Galatasaray erst nach 18 Jahren wieder in der Saison 1948/49 holen konnte.
1944 wurde Peykoğlu zum Vereinspräsident Galatasarays gewählte und blieb eine zweijährige Wahlperiode im Amt. Während dieser Zeit sorgte er dafür, dass der sich in der Krise befindende Verein diese Zeit nahezu unbeschadet überstand.
Er war bis zu seinem Tod in verschiedenen Position als Vereinsfunktionär tätig und war auch bis zu seinem Tod Mitglied des Divan Heyeti, einer Art Vereinsvorstand.

## Tod
Peykoğlu verstarb am 27. Dezember 1960 in Istanbul an einem langwierigen Krebsleiden. Er wurde einen Tag später nach dem Mittagsgebet in der Istanbuler Şişli-Moschee im berühmten Feriköy-Friedhof beigesetzt.

## Erfolge
Mit Galatasaray Istanbul
- Meister der İstanbul Cuma Ligi: 1921/22
- Meister der İstanbul Futbol Ligi: 1924/25, 1925/26, 1926/27, 1928/29, 1930/31
- Sieger im Gazi Büstü: 1928/29

Mit der Türkischen Nationalmannschaft
- Teilnahme an den Olympischen Sommerspielen: 1928